# 이봉화 (1953년)
이봉화(李鳳和, 1953년 4월 1일 ~ )는 보건복지가족부 차관을 지낸 대한민국의 행정 관료이다.
경남 양산에서 태어나 1983년 한국외국어대학교 일본어학과를 나왔고, 1991년 서울시립대학교 도시행정대학원 석사를 거쳐, 2001년 서울시립대 행정학 박사를 수료하였다. 2005년 교토의 도시샤 대학교에서 사회복지학 박사를 취득하였다.
이명박 2003년 서울시장 시절 복지건강국장과 재무국장을 지내고, 2007년 대통령직인수위원회 사회교육문화분과위원회 위원으로 활동하였다.
2008년 3월 ~ 2008년 10월까지 보건복지가족부 차관을 역임했다.
보건복지가족부 차관 재직 중, 부당한 방법으로 쌀 직불금 수령 신청을 했다고 하여 보건복지가족부 차관 사퇴압력을 받았고,
2008년 10월 20일 보건복지가족부 차관직을 자진 사퇴하였다.